# Двадцять років по тому
«Двадцять років по тому» (фр. Vingt Ans après) — другий роман французького письменника Александра Дюма з серії романів про пригоди мушкетерів. Продовження пригод у першому романі трилогії «Три мушкетери». Роман був написаний Дюма протягом декількох місяців у 1845 році.

## Сюжет
У цій серії пригод Дюма описує історичний період Франції за часів Фронди у період регентства Анни Австрійської, коли кардинал Мазаріні був фактичним керівником держави. Головний герой трилогії — д'Артаньян залишається на службі Мазаріні, а його друзі живуть своїм життям. Служба Мазаріні знову зводить друзів разом. До того ж у них з'явився спільний ворог — син Міледі де Вінтер, яку мушкетери стратили двадцять років тому. Пригоди приводять друзів до Англії, де вони мали врятувати англійського короля Карла І. Через хитрощі сина Міледі короля страчують, але друзям вдається також вбити й свого заклятого ворога.